# Johann Nepomuk Holzhey

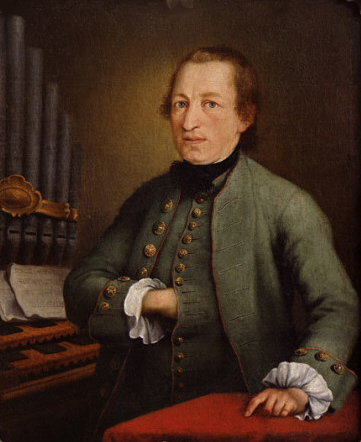
Johann Nepomuk Holzhey (anonymes Porträt)

Johann Nepomuk Holzhey, auch Holzhay (* 26. Februar 1741 in Rappen, heute zu Unteregg; † 18. September 1809 in Ottobeuren), war ein deutscher Orgelbauer. Neben Karl Joseph Riepp und Joseph Gabler zählt er zu den bedeutendsten Orgelbauern des süddeutschen Barock.

## Leben
Johann Nepomuk Holzhey erlernte sein Handwerk zunächst bei seinem Onkel Alexander Holzhey, der 1758 die Orgel im Dom Brixen vollendete. Zu seinen Arbeitgebern gehörte Karl Joseph Riepp, bei dem er von 1767 bis 1768 als Geselle an der Orgel des Salemer Münsters mitarbeitete. 1766 hatte er bereits die Werkstatt seines Schwiegervaters Joseph Zettler in Ottobeuren übernommen und sich dort niedergelassen. Zwei Jahre später wurde er in die Ottobeurer Rosenkranzbruderschaft aufgenommen.
Nach dem Niedergang der schwäbischen und bayrischen Klöster im Zuge der Säkularisation 1803 ging es mit dem Orgelbau drastisch bergab. Holzhey, der bis dahin rund 40 Orgeln gebaut hatte, fristete seine letzten Jahre als Reparaturtischler.
Holzhey griff die durch Riepp in Oberschwaben eingeführten Elemente der französischen Orgel der Klassik auf und integrierte sie in den überkommenen oberschwäbischen Orgeltypus. Mit Holzhey ist das Rückpositiv im oberschwäbischen Orgelbau außer Gebrauch gekommen.

## Werkliste
| Jahr      | Ort                     | Kirche                                                           | Bild | Manuale | Register | Bemerkungen |
| --------- | ----------------------- | ---------------------------------------------------------------- | ---- | ------- | -------- | --- |
| 1769      | Heiligkreuz (Kempten)   | Kloster Heiligkreuz Chororgel                                    |      | I/P     | 7        | Prospekt erhalten |
| 1770      | Seewis                  | Reformierte Kirche                                               |      | I/P     | 8        | Prospekt in Igis erhalten → Orgel |
| 1774–1775 | Oberelchingen           | ehemalige Abteikirche St. Peter und Paul: Chororgel              |      | I/P     | 13       | nicht erhalten |
| 1774–1776 | Bad Buchau              | Stiftskirche St. Cornelius und Cyprian: Hauptorgel               |      | II/P    | 25       | nicht erhalten |
| 1775–1776 | Ursberg                 | Klosterkirche St. Petrus und St. Johannes Evangelist, Hauptorgel |      | II/P    | 26       | im 19. Jahrhundert umgebaut; nach umfassender Restaurierung 1997–1999 heute weitgehend im Originalzustand erhalten |
| um 1777   | Bad Buchau              | Stiftskirche St. Cornelius und Cyprian: Chororgel                |      | I       | 7        | Reste von Windladen und Traktur erhalten |
| 1778      | Memmingen               | St. Martin                                                       |      |         |          | Reparatur und Überholung der Gabler-Orgel → Orgel von St. Martin (Memmingen) |
| 1778      | Ursberg                 | Klosterkirche St. Petrus und St. Johannes Evangelist, Chororgel  |      | I/P     | 11       | 1926 Spiel- und Pfeifenwerk entfernt, nur der Prospekt ist erhalten. |
| 1778–1780 | Obermarchtal            | Stiftskirche St. Peter und Paul: Hauptorgel                      |      | III/P   | 41       | Prospekt erhalten; 2011 und 2012 aufwändig restauriert |
| 1781      | Augsburg                | Jesuitenkirche St. Salvator                                      |      | II/P    | 22       | nicht erhalten |
| 1782–1784 | Obermarchtal            | Stiftskirche St. Peter und Paul: Chororgel                       |      | II/P    | 26       | |
| 1785–1787 | Rot an der Rot          | Klosterkirche St. Verena und Mariä Himmelfahrt: Chororgel        |      | II/P    | 32       | Neubau → Orgeln der Klosterkirche St. Verena (Rot an der Rot). Gehäuse und einige Register erhalten. |
| 1784–1787 | Ravensburg-Weißenau     | Klosterkirche St. Peter und Paul, Hauptorgel                     |      | III/P   | 41       | Neubau; im 19. Jahrhundert umdisponiert; 1991 auf Zustand von 1787 rekonstruiert. → Orgel |
| 1788      | Erkheim                 | Mariä Himmelfahrt (Erkheim)                                      |      | I/P     | 10       | Neubau eines Brüstungspositivs; nicht erhalten |
| 1789–1793 | Rot an der Rot          | Klosterkirche St. Verena und Mariä Himmelfahrt: Hauptorgel       |      | III/P   | 36       | → Orgeln der Klosterkirche St. Verena (Rot an der Rot). Bis auf wenige Register original erhalten |
| 1793      | Zell                    | St. Wunibald                                                     |      | I       | 5–6      | Neubau eines Positivs; nicht erhalten |
| 1795      | Ottobeuren-Eldern       | Wallfahrtskirche                                                 |      |         |          | neues Werk für eine Orgel von 1710 oder Reparatur, 1805 von Holzhey nach Abbruch der Wallfahrtskirche in der Pfarrkirche St. Johannes Evangelist in Ummendorf aufgestellt, heute ist nur noch das Gehäuse von ca. 1710 erhalten |
| um 1796   | Roggenburg              | Kloster Roggenburg, Klosterkirche                                |      | III/P   |          | Umbau der Orgel von Georg Friedrich Schmahl (1761); Änderung der Disposition, neuer, freistehender Spieltisch, Erweiterung der Klaviaturumfänge; Prospekt erhalten                                                              |
| 1796–1798 | Roggenburg-Schießen     | Wallfahrtskirche Mariä Geburt                                    |      | II/P    | 16       | Neubau; Gehäuse erhalten |
| 1797      | Ottobeuren              | Klosterkirche, Nebenkapelle                                      |      |         |          | jetzt in Babenhausen |
| 1794–1797 | Neresheim               | Klosterkirche St. Ulrich und Afra: Große Westorgel               |      | III/P   | 48       | Neubau; später mehrfach umgebaut; 1979 auf ursprünglichen Zustand, aber mit erweitertem Pedalumfang restauriert |
| 1802–1803 | Ehingen-Kirchbierlingen | Pfarrkirche St. Martin                                           |      | I/P     | um 12    | Neubau |
| 1809      | Dürmentingen            | Pfarrkirche St. Johannes Evangelist                              |      | II/P    | 16       | Neubau; nicht erhalten; 1869 abgebrochen und nach Göffingen verkauft, dort 1911 ersetzt |